# Microdrosophila philippina
Microdrosophila philippina är en tvåvingeart som beskrevs av Toyohi Okada 1985. Microdrosophila philippina ingår i släktet Microdrosophila och familjen daggflugor.
Artens utbredningsområde är Filippinerna. Inga underarter finns listade i Catalogue of Life.